# 曹建明
曹建明 (1955年9月24日 - )は、 中国の法学者。現在、中華人民共和国全国人民代表大会常務委員会副委員長。元最高人民検察院検察長。江蘇省南通出身。
妻はテレビ司会者の王小丫。

## 学歴
- 1983年 華東政法学院法律系 卒業
- 1986年 華東政法学院国際系大学院

## 略歴
- 1986年 - 華東政法学院国際法系教師、教授、系副主任、系主任、教授、法学修士取得
- 1988年 - 1989年 - ベルギーケント大学法学院留学、法学博士号を取得
- 1995年 - 華東政法学院常務副院長
- 1997年 - 華東政法学院院長
- 1999年 - 最高人民法院副院長、国家法官学院院長、中国国際法学会副会長、中国法官協会副会長
- 2001年3月 - 博士号を取得
- 2002年11月 - 中共第16回全国人民代表大会で中央委員候補に選出
- 2008年3月 - 最高人民検察院検察長
- 2013年3月 - 最高人民検察院検察長に再任される
- 2018年3月 - 第13期全国人民代表大会常務委員会副委員長